# Nicaragua c. Allemagne
L'affaire Nicaragua c. Allemagne, débute le 1er mars 2024, lorsque le Nicaragua engage une procédure contre l'Allemagne devant la Cour internationale de justice (CIJ) en vertu, notamment, de la Convention pour la prévention et la répression du crime de génocide, concernant des « violations alléguées de certaines obligations internationales à l'égard du territoire palestinien occupé » résultant du soutien de l'Allemagne à Israël dans la guerre à Gaza,,. Elle sollicite l'indication de mesures conservatoires de protection, y compris la reprise du financement allemand suspendu de l'UNRWA et la cessation des livraisons militaires à Israël,,.

## Contexte
Le 7 octobre 2023, le Hamas et d'autres groupes armés palestiniens attaquent Israël. Israël entame alors une campagne de destruction de la bande de Gaza.

### Procédure sud-africaine
Dans des procédures antérieures devant la Cour, l'Afrique du Sud allègue qu'Israël a commis et commet un génocide contre les Palestiniens dans la bande de Gaza, en violation de la Convention sur le génocide, et place les accusations dans ce qu'elle décrit comme le contexte plus large de la conduite d'Israël envers les Palestiniens, y compris ce que l'Afrique du Sud décrit comme un apartheid de 75 ans, une occupation de 56 ans et un blocus de 16 ans de la bande de Gaza,
. L'Afrique du Sud demande à la CIJ de prendre des mesures de protection provisoires immédiates en ordonnant à Israël de suspendre immédiatement ses opérations militaires à Gaza et contre Gaza,.